# Argumentace
Argumentace (z lat. argumentum, důvod, důkaz, od arguó, vysvětlit, prokázat, obvinit) je přesvědčování pomocí důvodů a důkazů, které mají vést k přijetí nebo naopak vyvrácení určitého tvrzení či teze. Má velký význam ve veřejném životě, ve vědách, ve filosofii, v logice a v právu. Souvisejícími otázkami se zabývá teorie argumentace.
Argumentace je proces cíleného předkládání tvrzení a informací, jehož cílem je dosáhnout u přesvědčované strany změny názoru na určitou skutečnost či otázku. Při argumentaci je nejdříve předneseno tvrzení, jež je následně podpořeno a zdůvodněno argumenty.
V argumentační výpovědi se za pomoci výroků (předpokladů) zdůvodňuje nějaký jiný výrok (závěr), zásadě problematický či kontroverzní a má vést k přijetí nebo naopak vyvrácení určitého tvrzení (teze). Standardizace argumentu spočívá ve vyčlenění předpokladů a závěru z argumentační výpovědi, jakož i jejich stručné, jasné a emocionálně neutrální prezentaci ve tvaru samostatných, plynulých výroků.
Rozlišují se dva druhy argumentace podle toho, zda je založena na faktech či nikoliv – argumentace věcná a nevěcná.

## Postupy argumentace
Argumentace může postupovat k věci (ad rem), anebo k osobě (ad personam). Věcná argumentace může vycházet například z pozorování a zkušenosti (vlastních i cizích poznatků a vjemů), analýzy, syntézy a porovnávání informací, posuzování zdrojů a může se odvolávat na autoritu většiny, tradici nebo uznávaného znalce. Naopak argumentace k osobě může posilovat nebo zpochybňovat kvalifikovanost či věrohodnost určité osoby jako zdroje informace. Argumentace k osobě se často pokládala za klamnou a neplatnou eristiku, moderní autoři ji však do značné míry rehabilitují: i doklad zaujatosti nebo nekompetentnosti osoby může být diskusi na prospěch.

## Důkazní břemeno
V diskusi a zejména v právu je důležité, která strana musí argumentovat a dokazovat, v právu se mluví o důkazním břemenu. Povinnost aktivně argumentovat má zpravidla ten, kdo něco tvrdí, nikoli ten, kdo to popírá. Tvrzení nedoložené argumenty není třeba vyvracet. V právu je důkazní břemeno na žalující straně a pokud soud nepřesvědčí, spor prohrává.

## Další vlivy
Na postupu i přijímání argumentace se vědomě i nevědomě podílejí i osobní zájmy a meziosobní vztahy, argumentace má nejen racionální stránku, ale hrají v ní roli i kulturně-sociální rámec, předporozumění a předsudky, mimoracionální hlediska (například emoce), schopnosti, návyky a struktura myšlení jednotlivců atd.